# 흡수 냉동기
흡수식 냉동기(Absorption refrigerator)는 열원을 사용하여 냉각 과정을 진행하는 데 필요한 에너지를 제공하는 냉동기다. 태양에너지, 화석연료 연소, 공장 폐열, 지역난방 시스템 등이 활용 가능한 편리한 열원이다.
압축식 냉동기는 냉매로서 주로 프레온냉매를 사용하고 있으나, 흡수식 냉동기는 이 프레온을 쓰지 않고 냉매로써 물을 사용한다. 물은 우리들이 생활하고 있는 대기압 중에서 100℃로 가열하면 비등 증발한다. 그러나 지배되는 압력상태에 따라서 증발온도가 변화하고, 대기압보다 압력이 낮은 상태(진공상태)에서는 증발온도가 100℃보다 낮아진다. 흡수식 냉동기에서는 내부공기를 외부로 배제시켜 직접 냉수를 만들어 내는 증발기를 6~7mmHg 정도의 진공상태로 유지하여 냉매인 물을 약 5℃ 정도에서 비등증발시킨다.